# Przypowieść o owcach i kozłach
Przypowieść o owcach i kozłach (lub Przypowieść o Sądzie nad Narodami) – przypowieść nowotestamentowa przedstawiona w Ewangelii według św. Mateusza (25, 31-46).
W przeciwieństwie do większości przypowieści Jezusa, historia ta nie opowiada o ziemskich bohaterach, a ludzi kryje pod alegorycznymi postaciami owiec i kozłów, które stają po śmierci przez Sądem Ostatecznym.

## Treść przypowieści

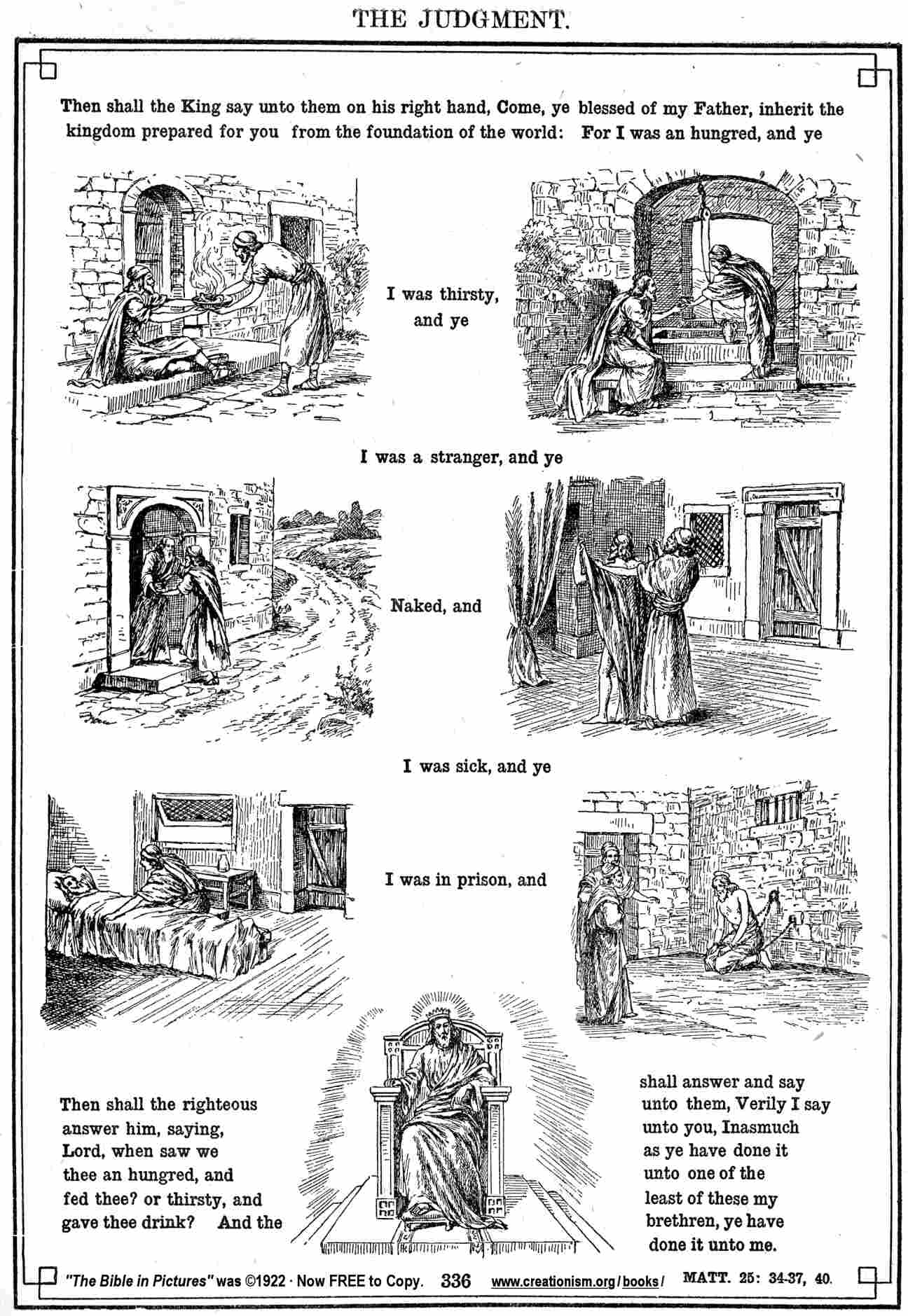
Ilustracje pokazujące dobre uczynki wypełniane przez ludzi przedstawionych w przypowieści jako owce.

Gdy Syn Człowieczy przyjdzie w swej chwale i wszyscy aniołowie z Nim, wtedy zasiądzie na swoim tronie pełnym chwały. I zgromadzą się przed Nim wszystkie narody, a On oddzieli jednych [ludzi] od drugich, jak pasterz oddziela owce od kozłów. Owce postawi po prawej, a kozły po swojej lewej stronie. Wtedy odezwie się Król do tych po prawej stronie: "Pójdźcie, błogosławieni Ojca mojego, weźcie w posiadanie królestwo, przygotowane wam od założenia świata! Bo byłem głodny, a daliście Mi jeść; byłem spragniony, a daliście Mi pić; byłem przybyszem, a przyjęliście Mnie; byłem nagi, a przyodzialiście Mnie; byłem chory, a odwiedziliście Mnie; byłem w więzieniu, a przyszliście do Mnie". Wówczas zapytają sprawiedliwi: "Panie, kiedy widzieliśmy Cię głodnym i nakarmiliśmy Ciebie? Spragnionym i daliśmy Ci pić? Kiedy widzieliśmy Cię przybyszem i przyjęliśmy Cię? Lub nagim i przyodzialiśmy Cię? Kiedy widzieliśmy Cię chorym lub w więzieniu i przyszliśmy do Ciebie?" A Król im odpowie: "Zaprawdę, powiadam wam: Wszystko, co uczyniliście jednemu z tych braci moich najmniejszych, Mnieście uczynili". Wtedy odezwie się i do tych po lewej stronie: "Idźcie precz ode Mnie, przeklęci, w ogień wieczny, przygotowany diabłu i jego aniołom! Bo byłem głodny, a nie daliście Mi jeść; byłem spragniony, a nie daliście Mi pić; byłem przybyszem, a nie przyjęliście Mnie; byłem nagi, a nie przyodzialiście Mnie; byłem chory i w więzieniu, a nie odwiedziliście Mnie." Wówczas zapytają i ci: "Panie, kiedy widzieliśmy Cię głodnym albo spragnionym, albo przybyszem, albo nagim, kiedy chorym albo w więzieniu, a nie usłużyliśmy Tobie?" Wtedy odpowie im: "Zaprawdę, powiadam wam: Wszystko, czego nie uczyniliście jednemu z tych najmniejszych, tegoście i Mnie nie uczynili". I pójdą ci na mękę wieczną, sprawiedliwi zaś do życia wiecznego».

## Interpretacje i odniesienia

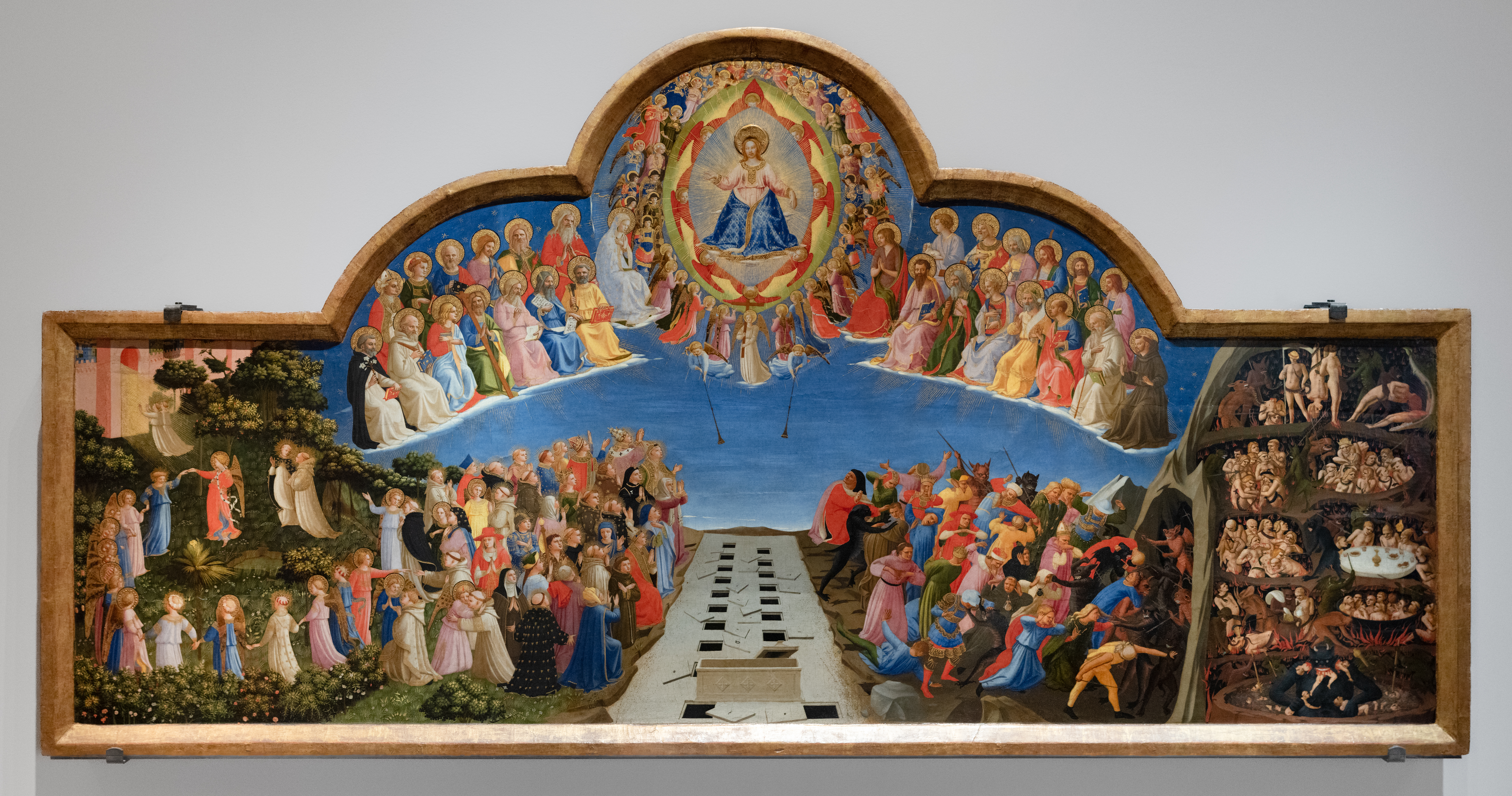
Dzieło włoskiego malarza Fra Angelico z około 1431 roku pokazuje jak Jezus oddziela ludzi na Sądzie Ostatecznym.

Wizerunek króla jako pasterza przypomina starotestamentowego Dawida, który zanim został królem Izraela był zwykłym pasterzem. Jeśli zaś chodzi o kontekst, powyższa przypowieść oraz trzy które ją poprzedzają, czyli o talentach, o Pannach roztropnych i nierozsądnych, oraz o słudze wiernym i niewiernym podkreślają oczekiwanie na powrót Chrystusa i przygotowanie się na nie. Pewne podobieństwa można znaleźć też między owcami i kozłami, a historią o miłosiernym Samarytaninie, gdzie Jezus ponownie kładzie nacisk na dobre uczynki względem bliźnich. Tam gdzie mowa jest o podzieleniu narodów jednych od drugich, widać podobieństwo do przypowieści o pszenicy i chwastach, gdzie pszenica przeznaczona była do spichlerza, a chwasty na spalenie. Jezusowy Sąd nad Narodami wskazuje, iż wiara wymaga uczynków, o czym przykładowo wspomina List św. Jakuba: 

Jaki z tego pożytek, bracia moi, skoro ktoś będzie utrzymywał, że wierzy, a nie będzie spełniał uczynków? Czy [sama] wiara zdoła go zbawić? Jeśli na przykład brat lub siostra nie mają odzienia lub brak im codziennego chleba, a ktoś z was powie im: «Idźcie w pokoju, ogrzejcie się i najedzcie do syta!» - a nie dacie im tego, czego koniecznie potrzebują dla ciała - to na co się to przyda? Tak też i wiara, jeśli nie byłaby połączona z uczynkami, martwa jest sama w sobie.